# Michaił Mierkułow
Michaił Wiktorowicz Mierkułow (ros. Михаил Викторович Меркулов, ur. 26 stycznia 1994 w Kamyszynie) – rosyjski piłkarz, występujący na pozycji lewego obrońcy w chorwackim klubie HNK Rijeka. W swojej karierze grał także w Rotorze Wołgograd, Eniergiji Wołżski, FK MITOS, Urału Jekaterynburg, Bajkale Irkuck oraz Rubinie Kazań.